# 2-メチル-2-プロピル-1,3-プロパンジオール
2-メチル-2-プロピル-1,3-プロパンジオール（英語: 2-methyl-2-propyl-1,3-propanediol, MPP）は、単純なアルキルジオールであり、鎮静作用、抗癲癇作用、筋弛緩作用がある。

## 前駆体、代謝物
鎮静薬やその他誘導体の合成前駆体であり、活性代謝物でもある。
1. カリソプロドール
2. ロルバメート（英語版）
3. メプロバメート
4. トルボキサン
5. チバメート